# Christiane Jaccottet
Christiane Jaccottet, geboren Wachsmuth (Lausanne, 18 mei 1937 - Rivaz, 26 oktober 1999) was een Zwitserse klaveciniste. Ze was getrouwd met Pierre Jaccottet.

## Levensloop
Haar vader en moeder André Wachsmuth en Andrée Loew speelden viool. Zij begon studies piano en muziektheorie bij Elise Faller aan het Conservatorium van La Chaux-de-Fonds. Ze behaalde er haar voorbereidend diploma in 1952 en haar diploma in 1954. Ze studeerde aan de Musikakademie in Wenen van 1955 à 1957, bij Eta Harich-Schneider (klavecimbel, continuo) en Joseph Mertin (oude muziekpraktijk). In 1961 nam ze deel aan een uitvoeringscursus, gegeven door Gustav Leonhardt.

## Eerste erkenning
Bij de aanvang van haar loopbaan behaalde ze drie belangrijke prijzen:
- in 1958 was ze laureate van het Internationaler Musikwettbewerb in München,
- in 1964 ontving ze de solistenprijs van de Association des Musiciens Suisses,
- in 1965 behaalde ze de tweede prijs en de prijs basso continuo in het eerste internationale klavecimbelconcours in het kader van het Festival van Oude Muziek in Brugge. Er werd toen geen eerste prijs toegekend, omdat de jury vanaf de aanvang de voorwaarden zeer hoog wilde stellen.

## Docente
In september 1962 mocht Jaccottet in het Conservatorium van Lausanne een klas klavecimbel oprichten. In 1975 volgde ze Isabelle Naef op als docente klavecimbel en oude muziek aan het Conservatorium van Genève. 
Ze gaf in de volgende jaren talrijke meestercursussen in Zwitserland, Duitsland, Oostenrijk, Australië en Italië. Ze zetelde ook in jurys in Bologna, Parijs, Leipzig en Warschau. In 1974 en 1977 was ze jurylid voor het internationaal klavecimbelconcours in Brugge.

## Concerten
Jaccottet heeft in talrijke Europese landen geconcerteerd, hetzij als soliste, hetzij met orkest of als continuobegeleidster. Ze speelde in Zwitserland, Duitsland, Oostenrijk, België, Kroatië, Spanje, Finland, Frankrijk, Groot-Brittannië, Nederland, Hongarije, Polen en Portugal.
Ze was ook herhaaldelijk op tournee in de Verenigde Staten, Canada, Australië en Japan.
In totaal speelde ze 800 concerten. Meer dan 120 platen of CD's werden met haar deelname opgenomen.
Bij de aanvang van haar carrière speelde Christiane Jaccottet met musici uit Franstalig Zwitserland, zoals Marçal Cervera, Andrée Wachsmuth-Loew (haar moeder, 1910-2005), Edgar Schann, André Luy en Eric Tappy.
Vanaf 1959 tot in 1967, speelde ze vaak met La Camerata di Cremona, gedirigeerd door Ennio Gerelli. Het hoogtepunt van deze activiteit was de concerten in Cremona en Milaan die in 1967 de vierhonderdste verjaardag herdachten van de geboorte van Claudio Monteverdi.
In 1961 stichtte ze mee het Ensemble Baroque de Lausanne, met Hugues Cuénod, Eric Tappy, Etienne Bettems en Marçal Cervera. Het ensemble gaf talrijke concerten, vaak voor festivals: in Straatsburg (1961), Vars, Grignan, Parijs, Tourraine, Divonne, Brussel, Wenen en Ambronay (1975).
Van 1966 tot 1990 gaf ze veel concerten in Italië met het Orchestra Gasparo di Salo, gevestigd in Brescia en Bergamo.
Vanaf 1970 was ze ook lange jaren verbonden met L'Ensemble vocal et instrumental de Lausanne onder de leiding van Michel Corboz.
Van 1975 tot 1989 was ze actief in de Duitse Democratische Republiek (DDR) (Blankenburg, Berlijn, Dresden, Halle, Köthen, Leipzig, Potsdam, Rostock). Gevolg hieraan mocht ze een recital geven in Eisenach, in het muzieksalon van Johann Sebastian Bach, van wie de driehonderdste geboortedatum werd herdacht.
Vanaf 1965 tot in 1999 had ze ook een nauwe samenwerking met Aurèle Nicolet en Heinz Holliger. Samen gaven ze een 150-tal concerten en deden heel wat plaatopnamen.

## Discografie
Christiane Jaccottet heeft als soliste of continuo begeleidster vele werken opgenomen, gaande van componisten van de 16de tot de 20ste eeuw.
Ze heeft zich voornamelijk toegelegd op Johann Sebastian Bach en van 1979 tot 1992 heeft ze diens totale klavecimbel-oeuvre opgenomen.